# إتش دي مور
إتش دي مور (بالإنجليزية:HD Moore) هو خبير في أمن الشبكات ومبرمج باللغات المفتوحة المصدر وهاكر.

## نبذة
هو مبرمج لاختبار الاختراق، ومؤسس مشروع ميتاسبلوت.

## الشهرة
تمت الإشارة إليه على أنه أشهر قراصنة القبعات البيضاء في العالم.

## روابط خارجية
- الموقع الشخصي